# 風の歌を聴け (映画)
『風の歌を聴け』は、大森一樹監督による日本映画。1981年公開。
村上春樹が1979年に発表した同名の作品を原作とし、村上作品の初映画化である。

## 概要
監督の大森は村上と同じ芦屋市の出身で、かつ芦屋市立精道中学校の後輩に当たる。当時大森は『ヒポクラテスたち』でブレイクした直後であり、小説の主人公の設定年齢や原作執筆時の村上と同じ29歳であった。主要キャストにミュージシャンの坂田明や巻上公一を起用している。また、室井滋の商業映画デビュー作でもある。
カメラワークの美しさを評価する声がある一方、原作の精神を具象化し切れていない、まじめな青春映画になってしまったなどの評価がある。大森自身は好きな映画トップ3に入れるほど気に入っており、「村上さんも評価してくれていた」と述べている。主演の真行寺君枝も「私の代表作」、「大変な低バジェットでしたが、あれほどに楽しかった撮影は後にも先にもこの一本に尽きます」と語っている。
村上はエッセイの中でこう述べている。「『風の歌を聴け』という最初の小説を書いたとき、もしこの本を映画にするなら、タイトルバックに流れる音楽は『ムーンライト・セレナーデ』がいいだろうなとふと思ったことを覚えている。そこにはエアポケット的と言ってもいい、不思議に擬古的な空気がある。僕の頭の中で、その時代の神戸の風景はどこかしら『ムーンライト・セレナーデ』的なのだ」（ただし、劇中で同曲は使用されていない）。また大森没後の読売新聞への寄稿では、「映画『風の歌を聴け』で大森くんはいろいろと実験的な試みをおこなった。（中略）フランスのヌーベルバーグの手法を積極的に取り入れたり、とにかく斬新な感覚を駆使して僕の小説世界を映画に移し替えようとした。それが意図通り面白い効果を上げている箇所もあったし、今ひとつうまくかみ合っていないと感じられる箇所もあった。この作品の世間的な評価がどうだったのか、商業的な成績がどうだったのか、そういうことについて僕はほとんど何も知らない。ただ評価が賛否両論であっただろうということはおおよそ想像がつく」「僕がこの映画で個人的に評価するのは、大森くんが「後先考えず」にとでも言えばいいのか、とにかくやりたいことを若々しく、自由にやってくれたこと、そして真行寺君枝、小林薫、巻上公一という個性的な三人の若い俳優を起用し、生き生きと上手に動かしてくれたこと、その二点だ。僕がこの映画に関して言いたいことは、そこにつきると思う」と述べている。
原作で引用され、本作でも主題歌として使用されたザ・ビーチ・ボーイズの「カリフォルニア・ガールズ」の楽曲使用料に数百万円が費やされ、映画全体の制作費を圧迫した。

### 演出手法について
映画の冒頭ではデレク・ハートフィールドの『火星の井戸』の一部が字幕で引用され、大森の『ヒポクラテスたち』と同様の手法となっている。また、終盤の「小指のない女の子」と「僕」のベッドシーンが『アニー・ホール』のようにスーパーインポーズで会話を進めている点、鼠の製作した8ミリ映画の中で『ウディ・アレンのバナナ』のようにコマ落としで人物が走り回る点などについては、ウディ・アレンの影響が指摘されている。
大森は、ヌーヴェル・ヴァーグの作品、とりわけ「ゴダールの『男性・女性』あたり」をかなり意識して作ったと言っている。

### 撮影
兵庫県神戸市と芦屋市でオールロケ。1981年8月22日クランクイン、9月10日クランクアップという強行撮影。ATG系の1982年の正月映画として公開された。

### 原作小説との差異について
大森は「自分の映画の一要素として原作を扱った」と語っており、原作のストーリーをなぞりつつも、「小指のない女の子」の双子の姉妹や鼠の女を明示的に登場させたり、10年後の荒廃した「ジェイズ・バー」など、独自の改変を加えている。また、原作で鼠は小説を書いていたが、映画では8ミリ映画製作に替わっている。なお、原作に忠実なシーンとしては鼠と「僕」の出会いのシーンなどが挙げられる。ほか、原作の続編『1973年のピンボール』のストーリーを意識したと思われる場面も登場する。
また、原作の時代設定は1970年の8月8日から8月26日であるが、同年にはまだ存在していない神戸行き高速バスが登場するなど、原作より数年後に時代が置換されていると考えられている。他方で、新宿騒乱や神戸まつり事件などの描写には1970年前後への大森の強い思いがあるとの指摘がある。ホレス・マッコイの『彼らは廃馬を撃つ』の台詞を引用し、『ベトナムから遠く離れて』のポスターを登場させているのも同様の考えからとされる。

## キャスト
- 僕 - 小林薫
- 女 - 真行寺君枝
- 鼠 - 巻上公一
- ジェイ - 坂田明
- 鼠の女 - 蕭淑美
- 三番目の女の子 - 室井滋
- 旅行センター係員 - 広瀬昌助[13]
- 当り屋・学生風の男 - 狩場勉
- 当り屋・柄の悪い男 - 古尾谷雅人、西塚肇
- 精神科の先生 - 黒木和雄
- ディスクジョッキー - 阿藤海

声の出演
- 男 - 野沢那智
- 女 - 小原乃梨子
- 警察官 - 玄田哲章
- 庄司真由美
- 内田修

## スタッフ
- 監督・脚本 - 大森一樹
- 原作 - 村上春樹『風の歌を聴け』
- 製作 - 佐々木史朗
- プロデューサー - 佐々木啓
- 企画 - 多賀祥介
- 撮影 - 渡辺健治
- 音楽 - 千野秀一
- 主題歌 -  ザ・ビーチ・ボーイズ「カリフォルニア・ガールズ」
- 挿入歌 - ヒカシュー「新しい部族」
- 編集 - 吉田栄子
- 録音 - 中沢光喜
- 効果 - 福島音響効果
- 鼠の映画・原案 - 8ミリ映画「土掘り」（杉山王郎作）
- 鼠の映画・音楽 - ヒカシュー「新しい部族」「超・少年（インストルメンタル）[14]」
- TVの音声 - 『彼らは廃馬を撃つ』（角川文庫版、ホレス・マッコイ著、常盤新平訳）